# Gondwanatytan
Gondwanatytan (Gondwanatitan faustoi) – zauropod z rodziny tytanozaurów (Titanosauridae)
Żył w epoce późnej kredy (ok. 70 mln lat temu) na terenach Ameryki Południowej. Długość ciała ok. 15–20 m. Jego szczątki znaleziono w Brazylii.